# Municipio de Bartons Creek
El municipio de Bartons Creek (en inglés: Bartons Creek Township) es un municipio ubicado en el  condado de Wake en el estado estadounidense de Carolina del Norte. En el año 2010 tenía una población de 22.055 habitantes.

## Geografía
El municipio de Bartons Creek se encuentra ubicado en las coordenadas 35°55′59.54″N 78°38′26.01″O / 35.9332056, -78.6405583.